# 금양 (기업)
금양(Kumyang Co., Ltd.)은 대한민국의 발포제 제조 기업이다.

## 역사
1955년 사카린을 생산하다 발포제 생산을 거쳐 수소 연료 전지와 2차 전지로까지 사업 영역을 넓히고 있다.

## 논란
- 2023년 주가가 1년 동안 2,235% 상승하여 한국거래소에서 투자주의종목으로 지정한 바 있다[2]
- 한국거래소가 몽골 광산 매출과 영업이익 전망치를 각각 4024억원에서 66억원으로, 1610억원에서 13억원으로 대폭 하향 조정한 정정공시를 이유로 불성실 공시법인 지정한 바 있다[3]
- 2025년 유동부채가 유동자산보다 6341억9000만 원이 많아 감사인 한울회계법인으로부터 ‘계속기업 불확실성’을 이유로 의견 거절 판정을 받아 상장폐지 위기에 처했다.[4]

## 참고문헌
1. ↑  정민기, 사카린에서 수소연료전지까지…(주)금양 류광지 회장, 노컷뉴스, 2022년 5월 27일
2. ↑  박의명, "돈 복사기네"…1년새 2200% 폭등한 '세기의 주식', 한국경제, 2023년 7월 23일
3. ↑  신민경, 몽골 광산 매출 전망 4024억→66억…금양, 불성실공시법인 지정 예고, 한국경제, 2024-10-04
4. ↑  한때 '시총 9조' 금양까지…벌써 31개사 줄상폐 위기 한국경제 2025-03=23